# 하종현
하종현(1935년 12월 28일 ~ )은 대한민국의 현대 추상미술가이다.

## 주요 수상
- 2009 은관문화훈장, 대한민국 정부
- 2007 프랑스문화훈장, 기사장, 프랑스 정부
- 1999 서울시문화상, 서울특별시
- 1987 대한민국문화예술상, 대한민국 정부
- 1985 제11회 중앙문화대상 예술상, 중앙일보사

## 주요 경력
- 2006 서울시박물관미술관협회 공동 대표
- 2006-2003 서울시립미술관 관장
- 2000 홍익대학교 미술학 명예박사
- 1992 제24회 카뉴 국제회화제 커미셔너
- 1994-1990 홍익대학교 미술대학 학장
- 1989-1986 한국미술협회 이사장
- 1988 제43회 베니스 비엔날레 커미셔너
- 1988-1987 제24회 서울올림픽현대미술제 운영위원
- 1980 제12회 카뉴 국제회화제 커미셔너
- 1974-1969 한국아방가르드협회 회장